# 福田 (岡山市)
福田（ふくだ）は、岡山県岡山市南区の大字。郵便番号は702-8021（岡山南郵便局管区）。岡南と呼ばれる地域に位置し、芳泉地区の一部となる。かつては御津郡福浜村の一部であった。近世に海域を干拓し造成された土地で、福田新田（ふくだしんでん）、青江新田（あおえしんでん）に相当する。
2010年国勢調査による人口は7556人（男3668人/女3888人）、世帯数は2824世帯、面積は121万2916m2、人口密度は6229.6人/km2。

## 概要
市街より南方にあたる。 市街南方近郊を総称して岡南と呼ぶが、当地はその中部に位置し、芳泉地区の一部を構成する。
元は農村であったが、市街近郊という土地柄から周辺の地区同様、モータリゼーションの発達にともない宅地化・市街化が進行し、人口が密集地となっている。当地外であるが、すぐ北方を国道2号岡山バイパスが東西に通過している。

### 小・中学校の学区
公立の小・中学校に通学する場合、学区は次のように指定されている 。
| 区域 | 小学校     | 中学校     |
| ---- | ---------- | ---------- |
| 全域 | 芳泉小学校 | 芳泉中学校 |

## 沿革

### 歴史
旭川の河口にできた干潟を、寛永8年（1631年）に岡山藩が干拓し新田を開発。福田新田（ふくだしんでん）と呼ばれていたが、貞享年間（1684〜1687年） に一村として独立し、御野郡に属し福田村と称した。『吉備温故』 には石高1,000石5升、田畑64町 3反9畝12歩、家39軒、男女305人との記載がある。 
当時は現在よりも区域は狭く、元禄11年、現在の福田の西部にあたる区域（当時は海域）を干拓造成し、青江新田（あおえしんでん）が開発される。青江新田は当初、青江村の枝村であったが、文化年間までの間に福田村の枝村へと変更された。
明治9年に青江新田と合併。同22年、福島村など5村と合併して福浜村となり、大字福田となる。
昭和6年4月1日、福浜村が岡山市に編入合併した。
平成22年4月1日、岡山市が政令指定都市へ移行し、行政区（南区）が設置された。
平成27年1月31日、町名表示の変更で福田の一部地区が当新田の一部地区（国道30号線以東）と一緒に岡山市南区芳泉になる。（岡山市南区芳泉○丁目○番○号と表記する）郵便番号は702-8027

### 地名の由来
新田開発時、幸福を願って付けた瑞祥地名である。

## 主要施設
医療・福祉施設
- 芳泉整形外科
- なかたに歯科医院
- 特別養護老人ホーム敬愛
- かわい保育園

一般企業・商店
- くすりのラブ

## 交通
道路
- 岡山県道212号
- 岡山県道214号